# Обувки за скейтборд
Скейтборд обувки (англ: Skate Shoes) или още наричани Скейтборд кецове (англ: Skate Sneakers) са спортни обувки, проектирани и произведени за използване в скейтборд спорта и подобните на него лонгборд, флоуборд, уейфборд, маунтинборд и сноускейт спортове, но също така и широко разпространени в уличния и спортния стил на обличане, като са носени и от хора непрактикуващи скейтбординг. Този тип спортни обувки се отличават с голяма здравина, поради специализираните материали от които са произведени и функцията им да издържат на големи натоварвания.

## История
В началото на 60-те скейтборд спорта е вече често практикуван, но липсвали специализирани обувки. Скейтбордистите обикновено карали по улиците боси или с каквито обувки имали на разположение, което често водело до тежки наранявания на ходилата и пръстите и правело скейтбординга доста опасно занимание, показвайки необходимата от здрави обувки, но без да се жертва твърде много гъвкавостта, лекотата и контрола.
Първите официални скейтборд ориентирани обувки се появяват през 1965 г., произведени от „Randolph Rubber Company“ под марката „Randy 720“. Те били семпли, ниски, велурени кецове с плоска подметка, като давали на скейтбордистите необходимата сила и защита в момент когато скейтборда не бил повече от плоско парче дърво с четири колела. Не е имало необходимост за странична защита или предпазване на глезените, както по-късно с развитието на скейт триковете (специално Оли), които водели до разкъсване на обувките отляво, вдясно и в центъра.
През 1966 г., Пол Ван Дорен напуска компанията „Randolph Rubber Company“ и основава своя собствена, като започва производството на обувки за скейтборд под името „Vans“. Той и неговите партньори откриват и първият магазин за скейт кецове в Калифорния. По-късно, през 1988 г. компанията „Vans“ е придобита от „McCown De Leeuw & Company“ за сумата от 71 милиона долара.
През 70-те скейтборда започва да се променя. С изобретяването на повдигнатата задна част и добавянето на пласт тип-шкурка отгоре за по-добро сцепление, маневрите свободен стил стават възможни и необходимостта за по-специализирани обувки се увеличава.
Моделите от 70-те се характеризират с по-дебела и многопластова подметка, на каучуковата база, която предлага повече сцепление и издръжливост.
Първите модерни скейт-обувки излизат на пазара на 18 март 1976 г., произведени от компанията „Vans“, модел „Style 95“. Те са от плат и вулканизирана подметка. Други запомнящи се модели от това време са „Makaha“ и „Hobie“. „Makaha“ са изработени от велур, за по-голяма здравина, „Hobie“ от здрав плат, но са по-високи, с идея за по-добро предпазване на глезена.
През 80-те триковете изпълнявани от скейтбордистите все повече се усъвършенстват и стават все по-трудни. С тях идва и необходимостта от по-стабилни скейт обувки с по-голяма подкрепа на глезена. В началото нямало специализирани такива и скейтърите се обърнали към баскетболните модели, като тези, направени от „Nike“ за да запълнят празнината, но скоро след това скейт-компаниите отговарят на изискването. Сред новите обувки излезли на пазара през 1980 г. са „Vans“, модел „Style 38“ и легендарният модел „Chuck Taylor All-Star“ на „Converse“.
90-те години се характеризират с глобализацията на скейтборд спорта. По всички краища на земята карането на скейт се радва на огромна популярност, напускайки рампите и връщайки се отново по улиците. С уличното каране идва и по-голямата необходимост от гъвкавост на глезена, като по този начин високите кецове от 80-те трябва да се оттеглят обратно към първоначалната си форма. За тези, които все пак предпочитат визията на високите маратонки, много компании пускат средно-високи модели, изглеждащи високи, но непритискащи глезена.
Поради особеностите на уличното каране и препятствията които се преодоляват при улични условия, като стъпала, бордюри и други, вместо към опора на глезена тенденцията се насочва към по-добро предпазване на петата, пръстите, стъпалото, срещу синини и натъртване. Скейт обувката на 90-те е дебелата, подпухнала, ниска, широка (FAT) скейт обувка с удобни гел-стелки. Това продължава и днес, като по-голямата част на скейт обувките и сега са построени с много по-големи, по-дебели езици, различни от тези на предходните десетилетия.
От 2000 г. скейтборд обувките все повече излизат от основното си предназначение, превърнали се в моден аксесоар на уличната мода. Повечето компании се насочват да разработват обувки, които да осигуряват едновременно комфорт, подкрепа, но и модерна линия. В производството навлизат нови материали с цел по-красивият външен вид, с което функционалността и здравината на скейт обувките отслабва в сравнение с моделите от 90-те години.

## Характеристики
Поради това, че основното предназначение на скейт обувките е да са спомагателен и защитен аксесоар за практикуване на скейт спорта, те съдържат редица специални функции, предимно предназначени за подобряване на издръжливостта им, протекцията на скейтъра и усещането за каране, чрез увеличаване на гъвкавостта и подобряване на сцеплението им.
Най-добрите скейт обувки са произведени с усъвършенствани характеристики, като например: повече ширина за удобство; тройни шевове, супер велур и кевлар за да бъдат по-трайни; термопластична армировка, дебели протектори и езици за по-добро уплътнение и защита; силиконови ударопоглъщащи стелки и въздушни възглавници в подметките за намаляване натоварването в ходилото и петата; многопластови сцепителни гумени подметки със системи като:

„Dynamic Grip Technology“ (подметка изградена от различни ставки, подобряващи сцеплението: мека отпред, средно мека отстрани и твърда отзад),

„STI Fusion Technology“ (подметка от няколко слоя с различни характеристики: външен, среден, вътрешен),

„EVA Mid Sole“ (подметка от няколко слоя с различни характеристики: външен, среден, вътрешен или преден, среден, заден),

„Skate Specific Technology“ (подметка изградена от различни ставки, подобряващи сцеплението),

„Cold Grip Technology“ (подметка изградена от различни материали, които дават много добро сцепление и дълголетие при тежки климатични условия) и други.

## Производители
- Някои от най-известните фирми, които произвеждат обувки за скейтборд:[14]

1. Adidas
2. Adio
3. Airwalk
4. C1RCA
5. Converse
6. DC Shoes
7. DVS Shoes
8. Element
9. Emerica
10. éS
11. Etnies
12. Fallen Shoes
13. Globe
14. Gravis
15. Lakai
16. Nike SB
17. Osiris
18. Puma
19. Supra
20. Vans

- Български производители на обувки за скейтборд:

1. Bulldozer[15]
2. Mania[16]